# Kyrkogårdsarbetare
Kyrkogårdsarbetare är ett yrke som arbetar med skötseln av en församlings grönytor och gravar, med fastighetsunderhåll, plogning med mera.
Arbetet är oftast säsongsbetonat och pågår mellan maj och oktober (lokala avvikelser förekommer).